# Арбулу Гальяни, Гильермо
Гильермо Арбулу Гальяни (исп. Guillermo Arbulú Galliani; 10 февраля 1921—1998, Лима) — военный, государственный и дипломатический деятель Перу, дивизионный генерал, премьер-министр страны в 1976—1978 годах.

## Биография
Образование получил в Национальном колледже в Лиме, Военной школе Чоррильос, Академии военно-воздушных сил, Центре высших национальных исследований в Лиме. Для дальнейшей подготовки отправился в военно-инженерную школу в Форт-Бельвуар (Виргиния, США).
В 1971 году получил звание бригадного генерала, с 1975 года — дивизионный генерал. Был инструктором, директором Высшей военно-инженерной школы, позже служил советником в Министерстве энергетики и шахт и Министерстве рыбного хозяйства Перу.
Входил в состав революционного правительства вооруженных сил во главе с генералом Франсиско Моралесом Бермудесом (1975—1980), был председателем Объединенного командования вооруженных сил.
Премьер-министр Перу с июля 1976 года по январь 1978 года. Одновременно в то же время, занимал пост военного министра в правительстве Перу.
Позже направлен на дипломатическую работы: послом Перу в Испании и Чили.